# Chachadi, Parasgad
Chachadi là một làng thuộc tehsil Parasgad, huyện Belgaum, bang Karnataka, Ấn Độ.